# Dobšice (ort i Tjeckien, Mellersta Böhmen)
Dobšice är en ort i Tjeckien.   Den ligger i regionen Mellersta Böhmen, i den centrala delen av landet, 60 km öster om huvudstaden Prag. Dobšice ligger 203 meter över havet och antalet invånare är 182.
Terrängen runt Dobšice är platt. Runt Dobšice är det ganska tätbefolkat, med 86 invånare per kvadratkilometer. Närmaste större samhälle är Kolín, 12,5 km söder om Dobšice. Trakten runt Dobšice består till största delen av jordbruksmark.